# El paleta borratxo
El paleta borratxo és un oli sobre llenç pintat per Francisco de Goya, aleshores reputat pintor de tapissos per als palaus reials. Va pertànyer a la cinquena sèrie escomesa per aquest i, com totes les peces que la componen, va ser realitzat entre 1786 i 1787.
Goya va vendre els seus esbossos inacabats en cartó als ducs d'Osuna, i el 1896 van passar a formar part de la col·lecció particular de Pedro Fernández Durán i Bernaldo de Quiraldós, que els va donar al Museu del Prado el 1931. Des d'aleshores ha romàs en el mencionat museu.
Des de 1942, va mantenir el número de catàleg P027820. Aquest mateix any va aparèixer en la llista d'obres del museu -publicat amb un cert retard-, realitzat per Francisco Javier Sánchez Cantón, aleshores sotsdirector del Prado. S'exhibeix en la sala 94 de la pinacoteca, situada a la segona planta de l'edifici, dissenyada per Juan de Villanueva.
Segons la descripció de la galeria, és un esbós preparatori per al cartó El paleta ferit, encara que Valeriano Bozal estima que no s'ha dilucidat si aquest cartó és un esbós previ a El paleta ferit o es tracta d'una obra independent realitzada com una variació sobre el mateix tema.
Al quadre, roman l'interès que els il·lustrats de l'època -estant al cap d'aquests Jovellanos, amic de Goya- van mostrar per la reforma laboral i de salubritat a favor dels obrers i pagesos. Aquest assumpte, unit al cromatisme i tècnica de la peça, permet categoritzar-la dintre del preromanticisme. Ha estat estudiat per experts en l'art de Goya, com Pierre Gassier i Juliet Wilson Bareau, que li van atribuir el número de catàleg 191.

## Història
No està del tot clar amb quin objectiu es va emprendre la realització d'aquesta peça. Segurament és que hagi estat un esbós per a El paleta ferit, i que Goya s'hagués vist obligat a canviar el motiu de la seva composició per un xoc amb els directors de la Reial Fàbrica de Tapissos de santa Bàrbara.
Al costat de La batuda i Una dona i dos nens al costat d'una font, pertany a la sèrie d'esbossos del cinquè conjunt de tapissos de Goya, amb destinació al menjador del príncep d'Astúries, Carles IV de Borbó en el palau Reial del Pardo. La sèrie va quedar incompleta després de la mort de Carles III el 1788, i passà a decorar cambres a El Escorial sense un ordre fix.
Tots els esbossos preparatoris de Goya per als seus cartons van ser venuts als ducs d'Osuna, mecenes de l'artista. L'any 1896, els seus hereus van vendre les obres a la família del noble espanyol Pedro Fernández Durán y Bernaldo de Quiraldós. En la mencionada subhasta, la pinacoteca del Prado va adquirir El prat de San Isidro, La gallina cega i L'ermita de Sant Isidre, tots llenços preparatoris per als cartons de l'aragonès.

## Anàlisi del quadre
En l'obra, pot observar-se que un paleta en evident estat d'embriaguesa és portat a coll per dos dels seus companys, que es burlen del seu deplorable estat, sense pantalons i amb una de les calces caigudes. A distància es veu una construcció.
Igual que La nevada i Els pobres en la font, és l'única obra del primer període de Goya a Madrid que no es va ajustar a les convencions artístiques del rococó, sinó que va preconitzar el romanticisme. Això no va ser obstacle perquè els directius de la Reial Fàbrica de Tapissos de santa Bàrbara -dependència on es teixien els tapissos- imposessin a Goya un format allargat per a aquesta obra.
Va ser concebuda originàriament com una obra burlanera i de caràcter jocós, com agradaven als prínceps. Però la presència de l'embriaguesa al quadre no hagués estat apta per a un palau reial, com considera Hagen, per la qual cosa es va transformar en un llenç que representa un ferit però que a la vegada fa referència al caràcter benefactor que havia demostrat Carles III amb el seu edicte de 1784 protegint els paletes.
La interpretació còmica que ha rebut sovint difereix de com s'ha vist tradicionalment El paleta ferit, com a obra de contingut social i crítica encoberta al pèssim estat de seguretat dels treballadors. Aquest quadre inicia el gust per la temàtica rebel que després abundarà en Goya, pioner a representar la vida del proletariat. El paleta borratxo té un marcat caràcter satíric. En aquest punt recau el més gran contrast amb El paleta borratxo, quadre que comença l'escola del realisme social en presentar el pobre com a heroi. Els rostres riallers, tan diferents al fosc cel i la construcció situada darrere l'escena, indiquen el sentiment de Goya cap als pobres. El pintor es veurà summament identificat amb les classes baixes de l'època.

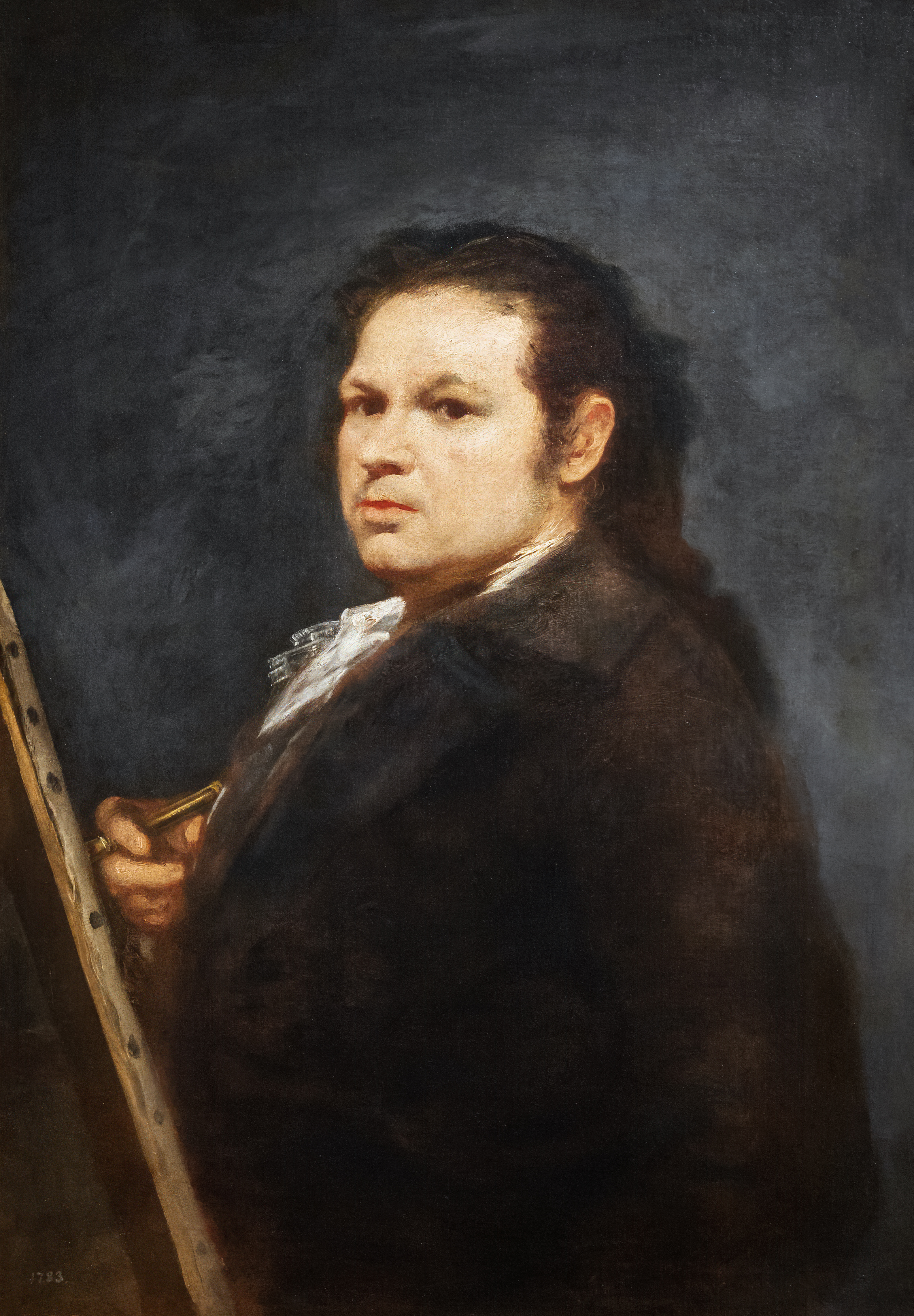
Autoretrat de Goya el 1783, poc abans de realitzar El paleta borratxo

Amb cromatismes bruns i grisos, el quadre presenta una ràpida execució que Goya posaria de realç en anys posteriors. La sensació hivernal que es respira en aquest quadre intenta demostrar una possible relació amb La nevada i Els pobres en la font. La capacitat de Goya com a retratista es manifesta en plasmar els burlaners rostres dels obrers, que a la fi experimentarien una metamorfosi.
L'artista es va preocupar en aquesta obra per l'espai pictòric, qüestió que va resoldre gràcies a la successió de plans i a la baixa perspectiva característica de sobrefinestres com El bevedor. El fosc colorit i la pinzellada empastada en primer pla i diluïda al fons recorda La verema.
Nigel Glendinning considera que podria tractar-se d'un directe antecedent dels quadres per a l'albereda dels ducs d'Osuna. Tots dos no són sinó una fidel mostra que l'autor ja no creia en el pintoresquisme i anhelava separar-se dels costums imposats en els tapissos.